# Lasse Åberg
Lars Gunnar (Lasse) Åberg, född 5 maj 1940 i Hofors församling, Gävleborgs län, är en svensk grafisk designer, konstnär, filmregissör, manusförfattare, musiker och skådespelare. Han är bland annat känd som regissör för och skådespelare i Sällskapsresan och dess efterföljare samt som figuren Trazan Apansson i barnprogram.

## Biografi
Åberg föddes i Hofors, men familjen flyttade till Stockholm när han var sex månader gammal, och han växte upp i stadsdelen Fredhäll på Kungsholmen som son till svarvararbetaren Karl Gunnar Åberg (1913–1965) och Gurli Kristina, född Jansson (1912–1995). Värnplikten genomförde Åberg på Lv3 i Norrtälje. Mellan 1960 och 1964 gick han på Konstfack. I november 1963 syntes han i TV i musikprogrammet Gitarren, där han ackompanjerade sångsolisten Anna Roll på gitarr. I programmet syntes också Ardy Strüwer som gjorde tecknade kommentarer omkring programmets tema – gitarr. Duon Åberg/Strüwer återkom under senare delen av 1960-talet med egna humorserier för TV. De gjorde tillsammans även humorprogram med artisten Lill Lindfors, och gav 1973 ut skivan Ardy och Lasses Öronpaj, där även Janne Schaffer medverkade. Under 1970-talet övergick han till film, och förutom i de egna produktionerna har han medverkat också i andras filmer.
För många är Åberg främst känd som rollfiguren Stig-Helmer Olsson i filmen Sällskapsresan med uppföljare. Hans filmer har blivit kassasuccéer och har tillsammans spelat in över 300 miljoner kronor. Han har aldrig gjort några avsiktliga försök att marknadsföra sina filmer internationellt, men trots detta har flera av hans filmer blivit stora publiksuccéer i flera europeiska länder.
Åberg har gjort många TV-program, i början tillsammans med Ardy Strüwer, såsom Partaj, Känsla för feeling, Hur bär du dig åt, människa?! och Zvampen. Störst succé på TV blev det med Trazan Apansson ett barnprogram tillsammans med Klasse Möllberg. I rollen som Trazan har han även spelat in skivor tillsammans med bland andra Janne Schaffer i Electric Banana Band, med låttitlar som Banankontakt av tredje graden. Många av Electric Banana Bands låtar har ett miljöbudskap, och både Schaffer och Åberg är med i Artister för Miljön.
Som konstnär har han främst utmärkt sig för sina pastischer med Musse Pigg-tema. Åberg är en stor samlare av föremål med Musse Pigg-anknytning, och har beskrivits som en Disney-expert. Under hösten 1987 var Åberg programledare för TV-programmet Disneytajm, föregångaren till vad som senare blev Disneydags.
Åberg har formgivit 2012 års officiella Vasaloppsaffisch. Han har vidare formgivit det tyg som finns på sätena i tunnelbanevagnarna i Stockholm. Han designade också tändsticksasken Sol, som var tänkt som en ersättare för Einar Nermans Solstickan-pojken.
Han driver Åbergs museum i en ladugård vid Väppeby gård i Bålsta. Han bor själv i området Fånäs, som ligger en dryg kilometer därifrån.
2013 var han en av gästerna i SVT's hyllningsprogram Stjärnorna på slottet.
Han var gift med Inger Åberg från 1965 till hennes död 2024. De har två barn.

### Utmärkelser
1981 fick Lasse Åberg motta Ingmar Bergman-priset för filmen Sällskapsresan. 1991 belönades Lasse Åberg med en guldbagge som bästa manliga skådespelare, för rollen i Den ofrivillige golfaren. År 2003 mottog han H.M. Konungens medalj, 8:e storleken i högblått band. Han vann 2012 Albert Engström-priset och mottog detta på Engström-dagen i Grisslehamn 14 juli samma år. 2015 mottog han Piratenpriset. 2020 fick han Hedersguldbaggen. Han vann "Årets hederspris" under Kristallen 2022.

## Filmografi (skådespelare)
- 1966 – Oj oj oj eller Sången om den eldröda hummern
- 1967 – Ola & Julia
- 1968 – Lejonsommar (även manus)
- 1972 – 47:an Löken blåser på
- 1974 – Se upp i backen
- 1976 – Husmors filmer våren 1976
- 1977 – Söndagsseglaren
- 1978 – Snacka om energi!
- 1979 – Repmånad (även regi och manus)
- 1980 – Sällskapsresan eller Finns det svenskt kaffe på grisfesten (även regi och manus)
- 1980 – Trazan Apansson. E' bananerna fina
- 1980 – Trazan Apansson. Djungelmums
- 1981 – Montenegro eller Pärlor och svin
- 1983 – Kalabaliken i Bender
- 1984 – Zvampen
- 1985 – Sällskapsresan II – Snowroller (även regi och manus)
- 1988 – SOS – en segelsällskapsresa (även regi och manus)
- 1988 – Folk och rövare i Kamomilla stad
- 1991 – Den ofrivillige golfaren (även regi och manus)
- 1993 – Minns ni?
- 1998 – EBB the movie
- 1999 – Hälsoresan – En smal film av stor vikt (även regi och manus)
- 2011 – The Stig-Helmer Story (även regi och manus)
- 2013 – Skepp ohoj (kortfilm)
- 2017 – Kim - den skalliga primadonnan
- 2018 – Sjölyckan (TV-serie)
- 2019 – Renées brygga (TV-serie)
- 2019 – Barncancergalan
- 2021 – Mer panik i tomteverkstan (TV-serie)